# Crocifissione (Foppa)
La Crocifissione è un dipinto tempera su tavola (68x38 cm) di Vincenzo Foppa, datato 1456 e conservato nell'Accademia Carrara di Bergamo.

## Descrizione e stile
L'opera, lavoro giovanile dell'artista, è considerata la più antica manifestazione di un gusto di tipo rinascimentale in un autore lombardo. La scena sacra della Crocifissione, ambientata in un cupo paesaggio, è incorniciata da un arco classicheggiante con colonne, capitelli e medaglioni "all'antica", che rimandano a un gusto di tipo padovano e mantegnesco. Lo sfondo, con il sentiero serpeggiante, la città e il castello, rimandano invece a un gusto di matrice tardogotica : ciò è evidente, ad esempio, nel fiabesco disporsi degli alberelli sul sentiero di campagna o nel capriccioso assemblaggio delle torri. Interessante la recente ipotesi di identificazione geografica: "[...] nel fondo paesaggistico, dietro le tre croci, a sinistra il castello di Sabbionara di Avio, residenza dei signori di Castelbarco, sulla destra una città turrita che è identificabile con Trento [...], le montagne affiancano in stretta valle un fiume (Adige) che divide simmetricamente le sponde paesaggistiche della bellissima pala d'altare [...]".
Il gruppo dei tre crocifissi infine è caratterizzato da una disposizione tridimensionale, fondamentalmente corretta ma disegnata su base empirica, senza costruzione geometrica.
L'attenzione alla luce e alla rifrazione ottica sui vari materiali è una caratteristica che divenne propria, nel corso del XV secolo, proprio dell'arte lombarda. Nel dipinto infatti si accendono improvvise fosforescenze, che toccano architetture e rocce: appaiono così luminescenti il terriccio ai piedi del Golgota, il monte e i corpi dipinti con una straordinaria libertà pittorica.